# Lunch. Drunk. Love.
Lunch. Drunk. Love. je dvanácté studiové album americké punk rockové hudební skupiny Bowling for Soup. Deska byla vydána 10. září 2013 v koprodukci vydavatelství Que-so a Brando Records. Peníze na nahrávání kapela získala prostřednictvím služby PledgeMusic.com, v níž měli fanoušci možnost přispět a financovat tak projekt alba. Celkem bylo na album nahráno 13 písní, k nimž byla přidána jedna bonusová – exkluzivně pro přispěvatele. Čtyři z nich, „Real“, „Right About Now“, „Envy“ a „Circle“, byly vydány coby videoklipy (singly). Album se umístilo na 142. pozici v žebříčku Billboard 200 a na 100. místě v UK Albums Chart.

## Seznam skladeb
| Pořadí         | Název                                        | Autor                                                                                          | Délka |
| -------------- | -------------------------------------------- | ---------------------------------------------------------------------------------------------- | ----- |
| 1.             | Critically Disdained                         | Jaret Reddick                                                                                  | 2:39  |
| 2.             | Since We Broke Up                            | Reddick, Linus of Hollywood                                                                    | 3:42  |
| 3.             | Real                                         | Reddick, Linus of Hollywood                                                                    | 4:03  |
| 4.             | From the Rooftops                            | Reddick, Ryan Hamilton                                                                         | 3:01  |
| 5.             | Circle (cover Edie Brickell & New Bohemians) | Brandon Aly, Edie Arlisa Brickell, John Walter Bush, John Bradley Houser, Kennteh Neil Withrow | 2:55  |
| 6.             | Normal Chicks                                | Reddick, Linus of Hollywood                                                                    | 3:15  |
| 7.             | I Am Waking Up Today                         | Reddick, Linus of Hollywood                                                                    | 2:49  |
| 8.             | Couple of Days                               | Reddick                                                                                        | 2:36  |
| 9.             | And I Think You Like Me Too                  | Reddick, Linus of Hollywood                                                                    | 3:07  |
| 10.            | Envy                                         | Reddick, Linus of Hollywood                                                                    | 3:25  |
| 11.            | How Far This Can Go (2010)                   | Reddick, Linus of Hollywood                                                                    | 3:58  |
| 12.            | Right About Now                              | Reddick                                                                                        | 2:40  |
| 13.            | Kevin Weaver                                 | Reddick                                                                                        | 3:37  |
| Celková délka: | Celková délka:                               | Celková délka:                                                                                 | 41:40 |

| Bonusová skladba | Bonusová skladba                                              | Bonusová skladba |
| Pořadí           | Název                                                         | Délka            |
| ---------------- | ------------------------------------------------------------- | ---------------- |
| 14.              | Award Show Taylor Swift (vydáno exkluzivně pro předplatitele) | 3:32             |